# Imo
Imo är en delstat öster om Nigerfloden i södra Nigeria, strax norr om deltaområdet. Den bildades 1976 och inkluderade fram till 1991 Abia, som då bildade en egen delstat.